# Таран, Игорь Васильевич
Игорь Васильевич Таран (25 августа 1947 — 16 апреля 2023) — советский и молдавский (приднестровский) актер театра, кино и телевидения. Заслуженный артист Молдавской ССР (1984). Народный артист Приднестровской Молдавской Республики (2007). Народный артист Молдавии (2010).

## Биография
Окончил Кишиневский институт искусств имени Музическу. Вместе со своим учителем Надеждой Аронецкой переехал в Тирасполь.
С 1969 года — актер Тираспольского государственного русского театра (Приднестровского театра драмы и комедии им. Н. С. Аронецкой). В 1986—1988 годах играл в Гродненском драматическом театре.
Театральные работы:
- Оргон — «Тартюф»;
- Альмавива — «Женитьба Фигаро»;
- Мольер — «Кабала святош»;
- Саша — «Прибайкальская кадриль»;
- Барабошев — «Правда — хорошо, а счастье лучше»;
- «Кот в сапогах»;
- «Кошкин дом».

Снимался в российско-американском триллере «Изгнанник» и российско-украинском телесериале «Пляж».